# ديميتار أندونوف
ديميتار أندونوف (بالبلغارية: Димитър Андонов)‏ هو لاعب كرة قدم بلغاري في مركز الوسط، ولد في 19 أكتوبر 1987 في Ivaylovgrad ‏ في بلغاريا. لعب مع او في سي سليفن 2000 وسبتمفري صوفيا ونادي بيروي ستارا زاغورا.

## وصلات خارجية
- ديميتار أندونوف على موقع قاعدة بيانات كرة القدم.إي يو (الإنجليزية)
- ديميتار أندونوف على موقع Soccerway.com (الإنجليزية)